# Jesenwang
Jesenwang ist eine Gemeinde im oberbayerischen Landkreis Fürstenfeldbruck.

## Geografie
Jesenwang liegt westlich von München. Unmittelbar am Ort fließt der Erlbach.
Die Gemeinde hat vier Gemeindeteile (in Klammern ist der Siedlungstyp angegeben):
- Bergkirchen (Einöde)
- Jesenwang (Pfarrdorf)
- Pfaffenhofen (Kirchdorf)
- Sankt Willibald (Einöde)

## Geschichte

### Bis zur Gemeindegründung
In der Gemarkung Jesenwang siedelten Menschen des Mesolithikums, des Neolithikums, vermutlich der Hallstattzeit und der Latènezeit. Aus der Latènezeit gibt es als Einzelfund einen eisernen Doppelpyramidenbarren. Untertägig sind außerdem Siedlungsfunde und ein Brandgräberfeld der römischen Kaiserzeit (u. a. römischer Kalkbrennofen) gemacht worden. Zudem sind drei frühmittelalterliche Reihengräber nachgewiesen sowie eine Siedlung des Frühmittelalters mit Pfostenbauten und Grubenhäusern.
Der Ort wurde erstmals 773 als „Oasinwanc“ urkundlich erwähnt. Die Pfarrei Jesenwang war seit 1314 durch eine Schenkung des Freisinger Bischofs Gottfried dem Kloster Fürstenfeld inkorporiert. Das Kloster war bis zur Säkularisation 1803 auch ein wichtiger Grundherr. Der Ort gehörte zum Rentamt München und zum Landgericht Landsberg des Kurfürstentums Bayern. Nach Gründung der politischen Gemeinde 1818 entstand 1825 das erste Schulhaus am Ort.

### Verwaltungsgemeinschaft
Seit 1978 gehört Jesenwang zur Verwaltungsgemeinschaft Mammendorf.

### Eingemeindungen
Im Zuge der Gebietsreform in Bayern wurde am 1. Mai 1978 die Gemeinde Pfaffenhofen eingegliedert.

### Einwohnerentwicklung
Zwischen 1988 und 2018 wuchs die Gemeinde von 1113 auf 1598 um 485 Einwohner bzw. um 43,6 %.
- 1961: 0827 Einwohner
- 1970: 0829 Einwohner
- 1987: 1044 Einwohner
- 1991: 1196 Einwohner
- 1995: 1297 Einwohner
- 2000: 1357 Einwohner
- 2005: 1534 Einwohner
- 2010: 1534 Einwohner
- 2015: 1529 Einwohner

## Politik und Öffentliche Verwaltung
Die Gemeinde ist Mitglied der Verwaltungsgemeinschaft Mammendorf.

### Bürgermeister und Gemeinderat
Erster Bürgermeister ist seit 1. Mai 2014 Erwin Fraunhofer (CSU / Bürgergemeinschaft Jesenwang/Pfaffenhofen). Er wurde am 15. März 2020 mit 92,87 % der Stimmen für weitere sechs Jahre im Amt bestätigt.
Dem Gemeinderat der Amtszeit 2020–2026 gehören jeweils sechs Ratsmitglieder der CSU / Bürgergemeinschaft (50,5 % der Stimmen) und der Wählergemeinschaft Einigkeit (49,5 %) an. Die Wahlbeteiligung lag bei 67,43 %.

### Wappen
| | Blasonierung: „In Rot ein gesichteter goldener Halbmond, darüber schräg gekreuzt ein silberner Bischofsstab und ein gestürztes silbernes Schwert.“ |
| Wappenbegründung: Die Figuren des Wappens nehmen auf vielschichtige Weise Bezug auf die ortsgeschichtliche Entwicklung. Der gesichtete Halbmond entspricht dem Wappen der Jesenwanger (Uesenwanger), die in spätmittelalterlichen Urkunden als Stadtschreiber und Bürger von Landsberg genannt werden. Das Schwert verweist auf bedeutende frühgeschichtliche Funde um Jesenwang, die die Besiedlung des Gemeindegebiets schon im 7. und 8. Jahrhundert bezeugen. In einem Männergrab (um 700 n. Chr.) fand sich unter den reichen Beigaben auch ein bajuwarisches Schwert. Weitere frühe Funde wurden im Bereich der Römerstraße gemacht. Der Bischofsstab, Attribut des heiligen Bischofs Willibald, symbolisiert die mit einer Pferdesegnung verbundene Wallfahrt zur Kirche St. Willibald (Willibaldsritt). Die Farben Rot und Silber sind dem geschachten Zisterzienserbalken entnommen und verweisen auf die historische Verbindung zum Kloster Fürstenfeld, dem die Pfarrei Jesenwang seit 1314 inkorporiert war. Das Kloster war auch als Grundherrschaft von Bedeutung. Dieses Wappen wird seit 1972 geführt. | |

## Kultur und Sehenswürdigkeiten

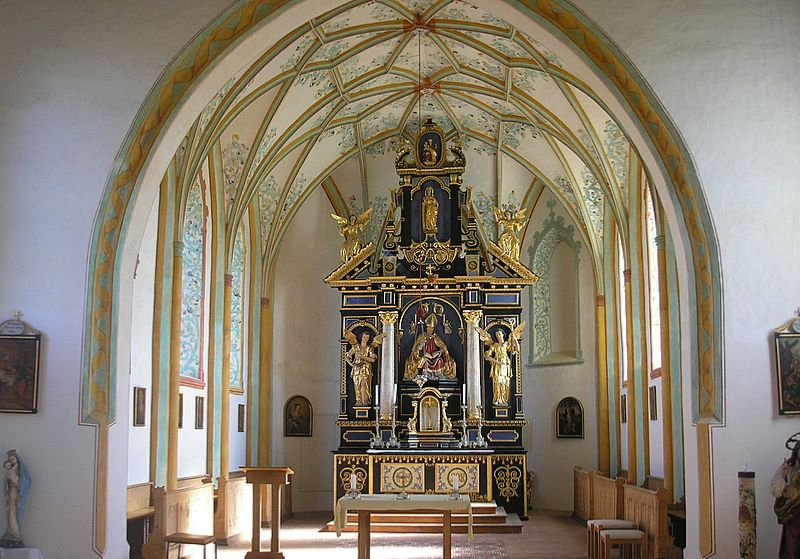
Innenaufnahme von St. Willibald

Die katholische Pfarrkirche St. Michael stammt aus der Spätgotik und wurde barock verändert. Das Langhaus wurde 1922/23 neu erbaut.
Etwas außerhalb des eigentlichen Ortes liegt an der Straße nach Fürstenfeldbruck die Wallfahrtskirche St. Willibald aus dem 15. Jahrhundert (Grundsteinlegung: 1414; Erweiterung: 1478). Sie ist eine der wenigen nahezu unverändert erhaltenen spätmittelalterlichen Landkirchen Oberbayerns und birgt die größte und bedeutendste gotische Flachdecke Altbayerns, bemalt mit 594 Blumen und 561 Sternen, 1478 entstanden. Die Felder des Netzgewölbes in der Apsis zeigen Rankenornamente; an der Nordwand der Apsis hat sich ein Fresko erhalten, das einen Mönch darstellt. Der figurengeschmückte Hochaltar ist eine Schöpfung der Spätrenaissance. Die Seitenaltäre mit Gemälden sind von 1620. Der alljährliche Willibald-Ritt, der durch die Kirche hindurchführt, geht auf ein Gelübde von 1712 zurück, als eine Viehseuche die Pferde bedrohte. Nur in Jesenwang ist die Verehrung des hl. Willibald als Viehpatron nachweisbar. 1779 erfolgte ein Umbau der Kirche. Von den früher zahlreichen Votivtafeln sind in der Kirche nur noch wenige vorhanden (Abgang durch Diebstahl).

Es gibt den Förderverein St. Willibald.

Die Band Die Toten Hosen drehte hier das Video zu dem Lied Eisgekühlter Bommerlunder. Die Kirche wurde nach Bekanntwerden des Drehs neu geweiht.
Die Kapelle „Maria Trost“ (sogenannte Pestkapelle). Der Rundbau entstand 1656 und wurde 1751 erneuert.
Bergkirchen hat eine katholische Kirche St. Maria, die Ende 14./Anfang 15. Jahrhundert erbaut und im 18. Jahrhundert barockisiert wurde.
Die Filialkirche St. Georg im Ortsteil Pfaffenhofen weist noch barocken Deckenstuck auf.

## Wirtschaft und Infrastruktur

### Wirtschaft einschließlich Land- und Forstwirtschaft
2017 gab es in der Gemeinde 307 sozialversicherungspflichtige Arbeitsplätze. Von der Wohnbevölkerung standen 714 Personen in einem versicherungspflichtigen Beschäftigungsverhältnis. Damit war die Zahl der Auspendler um 307 Personen größer als die der Einpendler. 12 Einwohner waren arbeitslos. 2016 gab es 19 landwirtschaftliche Betriebe.
Zudem befindet sich im Gemeindegebiet der Flugplatz Jesenwang und ein Testgelände des TÜV Süd.

### Verkehr
Jesenwang ist mit fünf Regionalbuslinien des Münchner Verkehrs- und Tarifverbundes und einer Ruftaxilinie erschlossen. Das Gemeindegebiet liegt in den Tarifzonen 3 und 4.
| Linie | Linienverlauf                                                                             | Verkehrsunternehmen |
| ----- | ----------------------------------------------------------------------------------------- | ------------------- |
| 810   | Mammendorf S R – Landsberied – Jesenwang – Moorenweis – Geltendorf S R                    | Omnibus Neumeyr     |
| 822   | Mammendorf – Adelshofen – Jesenwang – Landsberied – Schöngeising S – Fürstenfeldbruck S R | Omnibus Neumeyr     |
| 823   | Dünzelbach – Adelshofen – Jesenwang – Fürstenfeldbruck S R                                | Omnibus Neumeyr     |
| 825   | Dünzelbach – Jesenwang – Fürstenfeldbruck S R                                             | Omnibus Neumeyr     |
| 828   | Egling an der Paar R – Moorenweis – Jesenwang – Grafrath S                                | Omnibus Neumeyr     |
| 8200  | Fürstenfeldbruck / Landsberied / Jesenwang / Adelshofen / Moorenweis / Egling an der Paar | Geldhauser          |

### Freiwillige Feuerwehr
Die Freiwillige Feuerwehr Jesenwang verfügt über ein Löschgruppenfahrzeug 10/10 (LF 10/10) und ein Löschgruppenfahrzeug 8/6 (LF 8/6). Beide Fahrzeuge sind im Feuerwehrhaus Am Keltenbogen 8 in Jesenwang untergebracht. Außerdem befindet sich im Gemeindegebiet noch die Freiwillige Feuerwehr Pfaffenhofen. Diese verfügt über ein Tragkraftspritzenfahrzeug (TSF), das in einem eigenständigen Feuerwehrhaus in der Erlbachstraße 5 im Ortsteil Pfaffenhofen untergebracht ist.
Neben der Staatsstraße 2054 gehört auch u. a. der Sonderflugplatz Jesenwang zum Einsatzgebiet der beiden Feuerwehren.

### Bildung
Es gibt folgende Einrichtungen (Stand: 2018):
- 2 Kindertageseinrichtungen mit 62 genehmigten Plätzen und 60 Kindern
- 1 Volksschule mit 186 Schülern in acht Klassen

### Sonstiges
In Jesenwang gibt es ein Seniorenheim, das zum Kommunalunternehmen „Kreisklinik Fürstenfeldbruck/Seniorenheim Jesenwang“, einer Einrichtung des Landkreises Fürstenfeldbruck, gehört.

## Persönlichkeiten

### Ehrenbürger der Gemeinde
- Josef Breiteneicher (1873–1958), römisch-katholischer Geistlicher

### Söhne und Töchter der Gemeinde
- Innozenz Stangl (1911–1991), Olympiasieger im Turnen